# Малянув (гміна)
Гміна Малянув (пол. Gmina Malanów) — сільська гміна у північно-західній Польщі. Належить до Турецького повіту Великопольського воєводства.
Станом на 31 грудня 2011 у гміні проживало 6545 осіб.

## Географія
Річки: Ковбаска.

## Територія
Згідно з даними за 2007 рік площа гміни становила 107.17 км², у тому числі:
- орні землі: 68.00%
- ліси: 26.00%

Таким чином, площа гміни становить 11.53% площі повіту.

## Населення
Станом на 31 грудня 2011:
| Опис     | Загалом | Загалом | Чоловіки | Чоловіки | Жінки | Жінки |
| -------- | ------- | ------- | -------- | -------- | ----- | ----- |
| одиниця  | осіб    | %       | осіб     | %        | осіб  | %     |
| все      | 6545    | 100     | 3268     | 49.93    | 3277  | 50.07 |
| міське   | 0       | 100     | 0        |          | 0     |       |
| сільське | 6545    | 100     | 3268     | 49.93    | 3277  | 50.07 |

## Сусідні гміни
Гміна Малянув межує з такими гмінами: Кавенчин, Мицелін, Тулішкув, Турек, Гміна Цекув-Кольонія.